# Nicken Rönngren
James Nikolai "Nicken" Rönngren, född den 2 november 1880 i Mariehamn, död den 26 april 1956 i Helsingfors, var en finlandssvensk teaterchef och professor. Han var teaterchef för Svenska Teatern i Helsingfors från 1919 till 1954 och spelade en nyckelroll i att stärka finlandssvenskans ställning som scenkonstens språk i Finland. Rönngren betraktade teatern som en kulturinstitution snarare än en samling individuella skådespelare, och hans ledstjärna var kärleken till det svenska språket. Han studerade i flera av Europas teatermetropoler och byggde ett omfattande nätverk i Norden. År 1947 tilldelades han professors titel.

## Karriär
Rönngren blev 1908 lärare i muntlig framställningskonst vid Svenska Teaterns elevskola, som just hade grundats. Han var därefter skolans föreståndare mellan 1910 och 1931. 1916 blev han teaterns styrelsesekreterare, och 1919 blev han teaterchef och vd efter August Arppe. Han innehade denna position till 1954, då Runar Schauman tog över.

## Erkännande
Rönngren erhöll professors titel 1947.

### Regi (ej komplett)
| År   | Produktion                        | Upphovsmän                    | Teater                       |
| ---- | --------------------------------- | ----------------------------- | ---------------------------- |
| 1929 | Tiggaroperan Die Dreigroschenoper | Bertolt Brecht och Kurt Weill | Svenska Teatern, Helsingfors |